# Ceratites
Ceratites és un gènere extingit de cefalòpodes ammonites. Aquests carnívors nectònics van viure en hàbitats marins a l'actual Europa, durant el Triàsic, des de l'Anisià superior fins a l'edat Ladiniana inferior.

## Descripció
Aquesta ammonita té un patró de sutura ceratític a la seva closca (lòbuls llisos i selles ondulades). Es creu que l'evolució de les selles augmentant llur ondulació fou causat per selecció en afavorir als individus que s'enfonsaven més en la mar possiblement a la cerca d'aliment. El patró d'ondulacions augmentaria la força resistent de la closca a la pressió hidroestàtica.